# Noir brillant BN
Le noir brillant BN est un colorant noir de la famille des azoïques. On le rencontre également sous les noms noir PN, noir no 1, noir alimentaire 1 ou noir brillant. 

## Composition
Le noir brillant BN est un dérivé du pétrole dont la couleur peut tirer sur le violet. On le rencontre également sous forme de laques aluminiques.

## Utilisation

### Additif alimentaire
Le noir brillant BN porte le numéro E151. Il est utilisé dans divers denrées alimentaires, notamment les confiseries (réglisse), les œufs de lump ou les spiritueux.

### Autres usages
Il est utilisé en cosmétique, sous l'identifiant CI 28440.